# Lunz-Formation
Die Lunz-Formation, auch Lunzer Schichten oder Lunzer Sandstein ist eine lithostratigraphische Formation der Trias in den Nördlichen Kalkalpen. Die Typlokalität liegt bei Lunz am See im niederösterreichischen Ybbstal. Die Formation ist vor allem durch die ehemaligen Kohlebergbaue und ihre reichhaltige Flora bekannt.

## Forschungsgeschichte
Der Begriff Lunzer Schichten wurde zum ersten Mal 1863 von Marko Vincenc Lipold gebraucht. Die Abgrenzung der Formation war in der Literatur lange Zeit nicht eindeutig, teilweise wurden auch die Reingraben-Formation und die Opponitz-Formation zu den Lunzer Schichten gerechnet.

## Definition und Verbreitungsgebiet
Die Untergrenze der Lunz-Formation ist mit dem Einsetzen von Sandstein über der Reingraben-Formation definiert. Die Obergrenze mit dem Wiedereinsetzen der Karbonatsedimentation der Opponitz-Formation. Der paläogegrafische Ablagerungsraum der Lunz-Formation befand sich im Südosten des Böhmisch-Vindelizischen Landes. Ihr heutiges Verbreitungsgebiet ist der nördliche Teil der östlichen Nördlichen Kalkalpen, wo sie einen Teil der weitgehend unter marinen Bedingungen entstandenen Raibler Schichten vertreten (diese erscheinen südwärts schon in den Göstlinger Alpen und am Toten Gebirge). Die Formation erreicht eine Mächtigkeit bis zu 500 Meter (Saggraben an der Salza).
Hauptverbreitungsgebiet ist in den Niederösterreichischen Voralpen um Lunz, und beispielsweise um Opponitz, Lilienfeld, Gaming. Hier gehören sie zum Bajuwarikum.
In den Oberösterreichischen Voralpen erscheinen sie in den Weyrer Bögen und bilden westwärts wichtige Leithorzonte der ebenfalls bajuwarischen tektonischen Decken um Wettersteinkalk,  so am Ennsberg, am Sengsengebirge, und südlich der Steyrling, und südlich im Grenzgebiet von Reichraminger Hintergebirge und Haller Mauern der Ennstaler Alpen.
Laut der stratigraphischen Tabelle von Österreich aus dem Jahr 2004 gibt es auch ein Vorkommen im zentralalpinen Semmeringgebiet. Unterlagert wird die Formation hier von Kapellener Schiefer und überlagert von einer Einheit, die dort als möglicherweise Bunter Keuper bezeichnet wird.
Der Begriff wird auch in der Stratigraphie der Karpaten verwendet.

## Das Profil der Typlokalität
An der Typlokalität Lunz am See ist die Formation nicht ganz 120 Meter mächtig. Der Liegendanteil wird durch den über 50 Meter mächtigen Hauptsandstein gebildet. Der graue Sandstein, der an anderen Orten bis zu 150 Meter Mächtigkeit erreicht, besteht aus kleinen bis mittelgroßen Quarzkörnern und gut erhaltenen Feldspatkörnern, die durch silikatische Bindemittel verfestigt sind. Der Hangendteil wird durch den Schieferkomplex gebildet. Er besteht aus dunkelgrauen Schiefern, die mehrfach von siltigen Lagen, feinkörnigem Sandstein und maximal bis zu einigen Metern dicken Kohleflözen unterbrochen werden. Der Sandstein im Schieferkomplex ist im Gegensatz zum Hauptsandstein fossilreich und das Bindemittel ist hier calcitisch. Im Profil Lunz werden mehrere Kohleflöze unterschieden: der erste und der zweite Liegendflöz, dann folgt nach einer Schiefer- und insgesamt zwei Silt- und drei Sandsteinlagen das Mittelflöz. Über diesem folgt Schiefer und ein von Silt oben und unten umgebener Sandstein. Darüber befindet sich das Hangendflöz. Die Schiefer über diesem Hangendflöz werden aufgrund ihres Reichtums an Pflanzenfossilien als Schatzkammer bezeichnet. Über der Schatzkammer folgen im Lunzer Profil noch drei Sandsteinbänke, dazwischen siltige Schiefer, die teilweise auch dünne Kohlelagen führen.
Von der Entstehung her wird der kreuzgeschichtete Hauptsandstein als Bildung eines Deltas interpretiert, der im Laufe der Zeit das mindestens 150 Meter tiefe Reiflinger Becken angefüllt hat. Der Schieferkomplex ist in Küstentiefländern und Sümpfen entstanden, die Sandsteinbänke in diesem Komplex werden teilweise als terrigene Ablagerungen, teilweise als Ablagerungen in einem sehr seichten marinen oder brackischen Milieu interpretiert.

## Zeitliche Einordnung
Aufgrund starker Ähnlichkeiten zum germanischen Schilfsandstein, die durch Schwermineraluntersuchungen sowie durch die Identität von zahlreichen Megasporen bestätigt wird, wird auch die Lunz-Formation in den späten Abschnitt des frühen Karniums datiert. Man stellt sie in den Kontext des Raibl-Ereignis (Carnian Pluvial Event), einem Klimaereignis des Mittelkarn (Julium, um vor 230 Mio. Jahren).

## Fossilführung

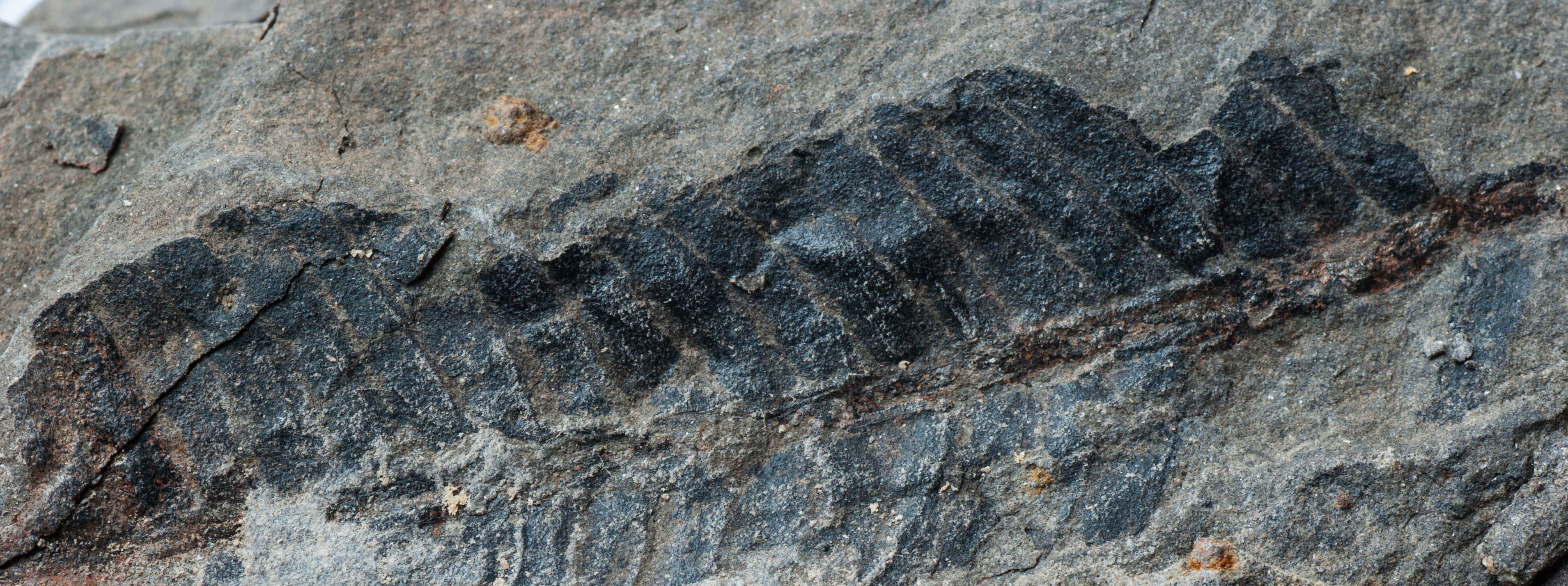
Pflanzenfossil aus dem Hangenden der Lunz-Formation

Während im Hauptsandstein nur wenige Pflanzenfossilien vorkommen, bietet der Schieferkomplex im Hangenden eine reiche Flora, vor allem im Bereich der Schatzkammer. Diese fachlich Lunz-Flora genannte Fossiliengruppe enthält unter anderem Farne, Samenfarne, Riesenschachtelhalme, Ginkgogewächse, Bennettitales und Palmfarne (Cycadeen). Selten kommen auch Coniferen vor. Elemente der Fauna sind Muscheln, brackisch lebende Schnecken, Blattfußkrebse und selten auch Vertebraten wie der Mastodonsaurus oder der Nothosaurus. Die im Hauptgestein gefundenen fossilen Harze (Schlierseerit) gleichen Alters enthalten organische Einschlüsse verschiedener Mikrofossilien (Wimpertierchen, Schalamöben, Cyanobakterien und Grünalgen). Einige dieser Inklusen liegen in Weichteilerhaltung vor und gehören zu den ältesten Vertretern ihrer Formengruppe.
Durch die Schließung sämtlicher Bergwerke sind die Fundmöglichkeiten für Fossilien heute eingeschränkt.

## Kohlebergbau

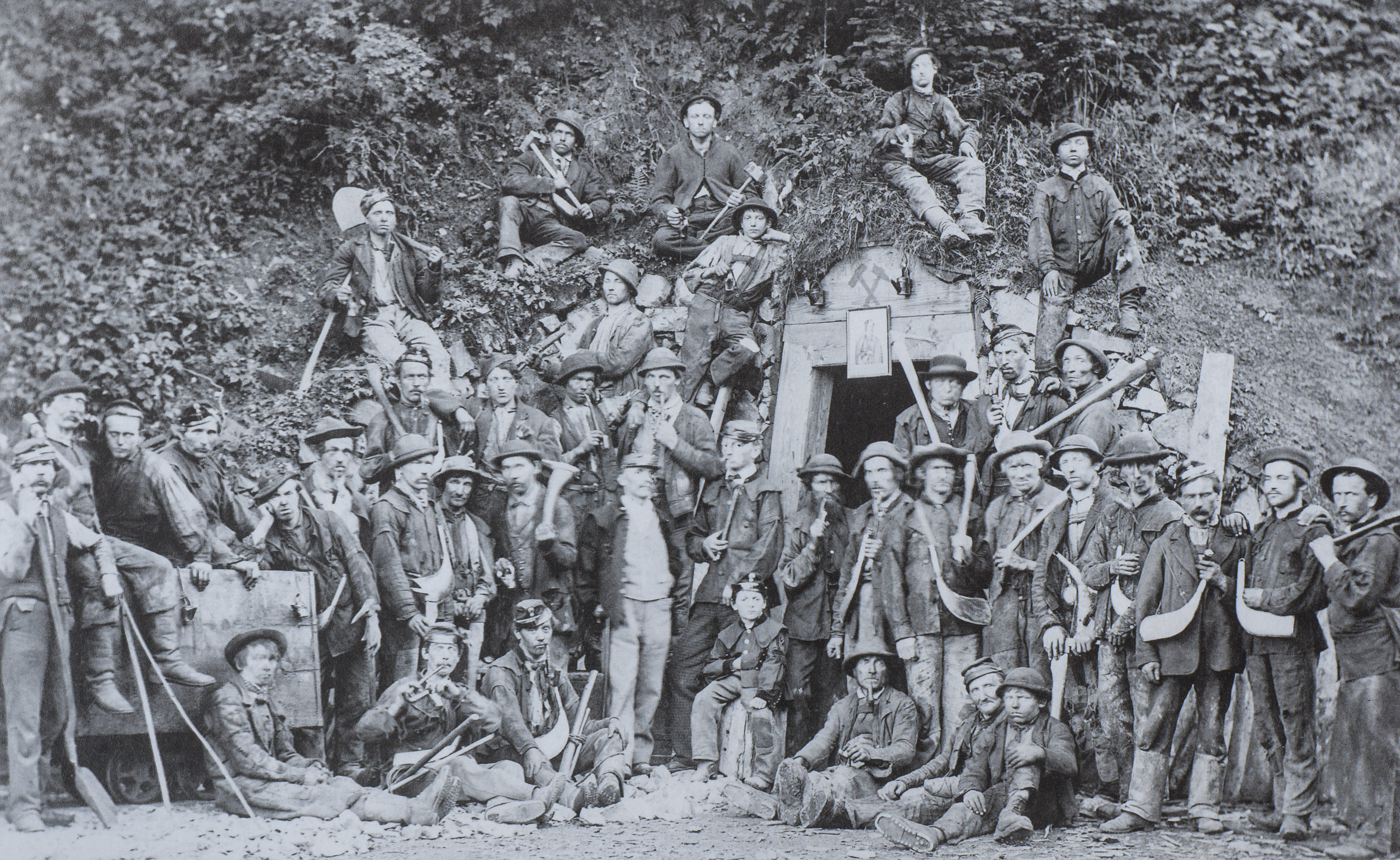
Bergarbeiter im 19. Jahrhundert in Hollenstein an der Ybbs

Die Lunzer Steinkohle wurde vor allem im 19. Jahrhundert, teilweise aber auch noch im 20. Jahrhundert an vielen Orten in Niederösterreich als Schmiedekohle abgebaut. Die oft feingrusig zerfallende Kohle wurde vor allem als Schmiedekohle genutzt. Am längsten kontinuierlich in Betrieb war das Bergbaurevier Schrambach-Lilienfeld. Größere Abbaue gab es auch bei Gaming und am Sulzbach bei Lunz am See. 1962 wurde der letzte Bergbau in der Lunzer Kohle in Gaming stillgelegt.